# Wakkanai
Wakkanai (japanska: 稚内市?, Wakkanai-shi) är en stad i Hokkaidō prefektur i Japan. Staden fick stadsrättigheter 1949.
Wakkanai är Japans nordligaste stad och landets nordligaste punkt, Sōya-misaki, ligger i Wakkanai.